# Globba intermedia
Globba intermedia är en enhjärtbladig växtart som beskrevs av S.N.Lim. Globba intermedia ingår i släktet Globba och familjen Zingiberaceae. Inga underarter finns listade i Catalogue of Life.